# Teatro Ribeiro Conceição
O Teatro Ribeiro Conceição, antigo Hospital da Santa Casa da Misericórdia de Lamego, é um teatro em Lamego, em Portugal.
Constituindo a sala de espectáculos de referência da região do Douro, está classificado como Imóvel de Interesse Público desde 1997.

## História
O edifício foi construído em 1727 com o objectivo de ali funcionar o Hospital da Misericórdia. Mais tarde, em 1886, o Quartel do Regimento da cidade de Lamego sofreu um grande incêndio e a Misericórdia cedeu-lhe o espaço do velho hospital. Porém, no ano seguinte, essa fatalidade também assombrou este edifício, ficando reduzido a escombros.
Em 1924, é comprado em hasta pública por José Ribeiro Conceição, que ergue então o teatro que hoje tem o seu nome, mantendo a fachada setecentista original.
Inaugurado a 2 de Fevereiro de 1929, José Ribeiro Conceição é alvo de homenagem pública com a presença da actriz Lucília Simões. A partir daí, este local acolhe espectáculos de teatro, ópera, circo, cinema, dança e música, tornando Lamego uma referência na vida cultural do interior do país.
Em 1989, fecha as suas portas. Entretanto, a Câmara de Lamego avança com a aquisição da maior parte do teatro e, em 1993, foram realizadas obras de recuperação e consolidação do edifício.
A 23 de Fevereiro de 2008, é inaugurado o teatro com a presença do Presidente da República,  Aníbal Cavaco Silva.